# Горєлов Борис Володимирович
Борис Володимирович Горєлов (нар. 1929, Кримська область, РРФСР) — радянський футболіст та тренер, виступав на позиції воротаря.

## Кар'єра гравця
Вихованець ДЮСШ Ялти. Футбольну кар'єру розпочинав у 1947 році в Криму виступами за місцеві клуби, у 1949 та 1951 роках захищав кольори євпаторійського «Молота». Професіональну футбольну кар'єру розпочав у 1953 році в клубі «Спартак» (Калінін). У 1955 році отримав запрошення від московського «Торпедо», але зіграв в складі москвичів 2 матчі й наступного року прийняв пропозицію перйти в одеський «Харчовик», який наступного року змінив назву на «Чорноморець». У 1962 році перейшов до клубу «Зоря» (Пенза), в якому й завершив футбольну кар'єру.

## Тренерська діяльність
По завершенні ігрової кар'єри розпочав тренерську діяльність. На початку 1964 року очолив сімферопольську «Таврію», якою керував до 11 серпня 1965 року. З січня по липень 1966 року керував севастопольською «Чайкою».